# Híerax
|  | Per a altres significats, vegeu «Híerax (desambiguació)». |

Segons la mitologia grega, Híerax (en grec antic: Ἱέραξ, 'el falcó') va ser un ric propietari del país dels mariandins, a la regió de Bitínia, al nord de l'Àsia Menor.
Híerax honorava Demèter amb continuats sacrificis, i la deessa li donava abundants collites als seus camps. Quan Posidó, encolerit, va portar la fam a la Tròada en temps de Laomedont, els troians van demanar ajuda a Híerax. Els va donar grans quantitats de blat i d'ordi i així els va salvar. Però Posidó va castigar Híerax transformant-lo en falcó, ocell amic dels homes però detestat per les altres aus. Aquesta transformació l'explica Antoní Liberal al llibre Recull de metamorfosis.